# Minardi M188
La Minardi M188 è una monoposto di Formula 1, l'ultima Minardi progettata da Giacomo Caliri. Per via della sua instabilità venne soprannominata "cammello".

## Carriera agonistica
Fu la prima vettura costruita dal team faentino ad ottenere punti, grazie a Pierluigi Martini al Gran Premio degli Stati Uniti 1988.

## Risultati sportivi
| Anno | Team                  | Motore                   | Gomme | Piloti            |     |    |     |    |    |     |    |     |    |     |    |     |     |     |    |     | Punti | Pos. |
| ---- | --------------------- | ------------------------ | ----- | ----------------- | --- | -- | --- | -- | -- | --- | -- | --- | -- | --- | -- | --- | --- | --- | -- | --- | ----- | ---- |
| 1988 | Lois Minardi Team Spa | Ford-Cosworth DFZ 3.5 V8 | G     | Adrián Campos     | Rit | 16 | NQ  | NQ | NQ |     |    |     |    |     |    |     |     |     |    |     | 1     | 10º  |
| 1988 | Lois Minardi Team Spa | Ford-Cosworth DFZ 3.5 V8 | G     | Pierluigi Martini |     |    |     |    |    | 6   | 15 | 15  | NQ | Rit | NQ | Rit | Rit | Rit | 7  | 13  | 1     | 10º  |
| 1988 | Lois Minardi Team Spa | Ford-Cosworth DFZ 3.5 V8 | G     | Luis Pérez-Sala   | Rit | 11 | Rit | 11 | 13 | Rit | NC | Rit | NQ | 10  | NQ | Rit | 8   | 12  | 15 | Rit | 1     | 10º  |

| Anno | Team             | Motore                   | Gomme | Piloti            |     |     |     |  |  |  |  |  |  |  |  |  |  |  |  |  | Punti | Pos. |
| ---- | ---------------- | ------------------------ | ----- | ----------------- | --- | --- | --- |  |  |  |  |  |  |  |  |  |  |  |  |  | ----- | ---- |
| 1989 | Minardi Team Spa | Ford-Cosworth DFR 3.5 V8 | P     | Pierluigi Martini | Rit | Rit | Rit |  |  |  |  |  |  |  |  |  |  |  |  |  | 6     | 11º  |
| 1989 | Minardi Team Spa | Ford-Cosworth DFR 3.5 V8 | P     | Luis Pérez-Sala   | Rit | Rit | Rit |  |  |  |  |  |  |  |  |  |  |  |  |  | 6     | 11º  |